# Rose d'Or
El Festival de la Rose d'Or és un premi atorgat als millors espais de televisió i entreteniment. Se celebra cada any des de 1961, quan s'atorgava un únic premi al millor programa de l'any, i des de 2004 existeixen diverses categories. Se celebra a Lucerna, Suïssa, i està enfocat en programes d'entreteniment i sèries.

## Història
El festival va ser fundat el 1961 a Montreux pel suís Marcel Bezençon. La seva idea va ser organitzar-lo per a trobar nous formats d'entreteniment, procedents d'altres països, en els quals es podrien interessar les cadenes de televisió suïsses per a la seva programació. La primera edició es va organitzar el 27 de maig a Montreux, i el premi va ser per a The Black and White Minstrel Show de la BBC. Més tard va anar adquirint una major fama internacional (especialment a Europa) i els formats premiats van començar a aparèixer en la programació d'altres cadenes internacionals.
Amb el creixement del festival, el 2004 es va decidir de fer-ne una renovació. La seu va passar de Montreux a Lucerna, i es van afegir noves categories per a augmentar la participació d'altres països i formats.

## Format
Des de l'any 2004 existeixen diverses categories, premiades totes elles amb una Rosa Daurada. Anteriorment només hi havia una categoria i els vencedors d'altres categories s'emportaven premis menors de roses de plata i bronze.
A més dels premis atorgats pel jurat, que està format per professionals del sector, la premsa concedeix un guardó al format més innovador, i hi ha un premi especial per al millor espai de l'any. Aproximadament hi participen de forma habitual quaranta països, encara que el nombre ha augmentat pel fet que la Rose d'Or s'ha convertit en un dels principals punts de venda internacionals per a la compra de formats de televisió.

## Guanyadors de premis

### De 1961 fins al 2003[2]
1961–1969
1961
- Rose d'Or: The Black and White Minstrel Show (BBC)
- Rose d'Argent: Giardino d'inverno (RAI)
- Rose de Bronze: Tisíc pohledu za kulisy (Československá Televize)

1962
- Rose d'Or: Kaskad (Sveriges Radio/Television SRT)
- Rose d'Argent: Ztracená revue (Československá Televize)
- Rose de Bronze: Zu jung, um blond zu sein (WDR/ARD)

1963
- Rose d'Or: Julie and Carol at Carnegie Hall (CBS)
- Rose d'Argent: Silence, Silence, Silence... (Československá Televize)
- Rose de Bronze: Suite en 16 (RTBF)

1964
- Rose d'Or: Happy End (SSR / TSR)
- Rose d'Argent: De Robinson Crusoë Show de Rudi Carrell (VARA)
- Rose de Bronze: The Jackie Gleason Show (CBS)

1965
- Rose d'Or: Lumilinna (YLE)
- Rose d'Argent: The Wayne and Shuster Hour (CBC)
- Rose de Bronze: Happy New Yves de Jean-Christophe Averty

1966
- Rose d'Or: L'Arroseur arrosé (ORTF)
- Rose d'Argent: The Julie Andrews Show (NBC Enterprises)
- Rose de Bronze: Bernard Show (SSR/TSR)

1967
- Rose d'Or: Frost over England (BBC)
- Rose d'Argent: Dorus (NOS)
- Rose de Bronze: Rouge, bleu, vert TSS

1968
- Rose d'Or: Historia de la frivolidad (TVE)
- Rose d'Argent: Carnaval des animaux (BT)
- Rose de Bronze: Bécaud et Co (ORTF)

1969
- Rose d'Or: Holiday in Switzerland de Hans Gmür i Max Rüeger
- Rose d'Argent: Marty (BBC)
- Rose de Bronze: La última moda de Valerio Lazarov

1970–1979
1970
- Rose d'Or: Les six évadés (CST)
- Rose d'Argent: Annie, the woman in the life of a man (CBS)
- Rose de Bronze: Bedside story (NRK)

1971
- Rose d'Or: Lodynski's Flohmarkt Company de Peter Lodynski i Felix Dvorak (ORF)
- Rose d'Argent: Monty Python's Flying Circus (BBC)
- Rose de Bronze: Ich bin de Vicky Leandros (ARD)

1972
- Rose d'Or: The Best of the Comedy Machine amb Marty Feldman (UKIB)
- Rose d'Argent: The Goodies (BBC)
- Rose de Bronze: Allitälli (YLE)

1973
- Rose d'Or: The N.S.V.I.P.'s (SR TV1)
- Rose d'Argent: The Julie Andrews Hour (ABC)
- Rose de Bronze: Serata con Carla Fracci (RAI)

1974
- Rose d'Or: Don Juan, d'Antonio Mercero
- Rose d'Argent: Barbra Streisand and other Musical Instruments (UKIB)
- Rose de Bronze: Sing Sala Bim (NRK)

1975
- Rose d'Or: Fatti e Fattacci (RAI)
- Rose d'Argent: The Goodies - The Movies (BBC)
- Rose de Bronze: Mad in Austria de Felix Dvorak (ORF)

1976
- Rose d'Or: The Nor-Way to Broadcasting de Jon Skolmen, NRK
- Rose d'Argent: La Lanterne Magique (TSS)
- Rose de Bronze: The Picnic (BBC)

1977
- Rose d'Or: The Muppet Show (UKIB)
- Rose d'Argent: Mish Mash (JRT)
- Rose de Bronze: Sills and Burnett at the Met (CBS)

1978
- Rose d'Or: The Shirley MacLaine Special (CBS)
- Rose d'Argent: Dave Allen at large (BBC)
- Rose de Bronze: Kurt Felix per That's TV (SRG/DRS)

1979
- Rose d'Or: Rich Little's Christmas Carol (CBC)
- Rose d'Argent: Il ribaltone (RAI)
- Rose de Bronze: Stand in (CST)

1980–1989
1980
- Rose d'Or: Dream Weaver (CBC)
- Rose d'Argent: It'll Be Alright on the Night (UKIB/LWT)
- Rose de Bronze: Not the Nine O'Clock News (BBC)

1981
- Rose d'Or: Mikhail Baryshnikov on Broadway (ABC)
- Rose d'Argent: Ladies' choice (SVT)
- Rose de Bronze: -

1982
- Rose d'Or: Dizzy feet (UKIB)
- Rose d'Argent: Tosca auf dem Trampolin (ZDF)
- Rose de Bronze: Festival (JRT)

1983
- Rose d'Or: Al paradise (RAI)
- Rose d'Argent: Three of a Kind (BBC)
- Rose de Bronze: Happy New Century NRK

1984
- Rose d'Or: I Am a Hotel (CBC)
- Rose d'Argent: Raw War (YLE)
- Rose de Bronze: Musicomicolor (RRT)

1985
- Rose d'Or: The Paul Daniels Magic Easter Show (BBC)
- Rose d'Argent: Pallesen-Pilmark Show (DR)
- Rose de Bronze: Spitting Image (UKIB)

1986
- Rose d'Or: Penn and Teller go Public (CPB)
- Rose d'Argent: Oft passiert es unverhofft – Einfälle und Reinfälle (ZDF)
- Rose de Bronze: Hilde On TV?! NRK

1987
- Rose d'Or: The Prize (SVT)
- Rose d'Argent: Mini & Maxi in Concert (NOS/AVRO)
- Rose de Bronze: Torvill and Dean's Fire and Ice (UKIB)

1988
- Rose d'Or: The Comic Strip Presents... The Strike (Channel 4)
- Rose d'Argent: The Island of Lost Ship (TSS)
- Rose de Bronze: Children for Children (NOS/VARA)

1989
- Rose d'Or: Hale & Pace (UKIB)
- Rose d'Argent: La Pucelle de Rouen ou Boule de Suif (TSS)
- Rose de Bronze: Gagman (CST)

1990–1999
1990
- Rose d'Or: Mr. Bean (UKIB)
- Rose d'Argent: Norbert Smith: A Life (Channel 4)
- Rose de Bronze: Neutral Policy (MTV Finland)

1991
- Rose d'Or: A night on Mount Edna (LWT)
- Rose d'Argent: Originální Pražský Synkopický Orchestr (CST)
- Rose de Bronze: Total Normal de Hape Kerkeling (ARD)

1992
- Rose d'Or: Brian Orser: Night Moves (CBC)
- Rose d'Argent: KYTV - Good Morning Calais (BBC)
- Rose de Bronze: Everybody dance now' (CPB)

1993
- Rose d'Or: The Kids in The Hall (Broadway)
- Rose d'Argent:
  - Música: Djabote (PRV) 
  - Humor: The Kids in The Hall (Broadway) 
  - Diverse: Behind the Scenes: Music with JoAnn Falletta (CPB)
- Rose de Bronze: 
  - Música: The Nicholas Brothers "We Sing And We Dance" (Picture Musique) 
  - Humor: Respectful Greetings, Mr. Kohn! On the Road to the Synagogue (CSTA-CT) 
  - Divers: The Lion's Roar (NOS/VARA)

1994
- Rose d'Or: Sevillanas (Sogepaq)
- Rose d'Argent: 
  - Música: Sevillanas (Sogepaq) 
  - Humor: Rise and Fall of an Olympic Village NRK 
  - Divers: Kurt Browning - You must Rember This (CBC)
- Rose de Bronze: 
  - Música: The Women of Country (High Five) 
  - Humor: The All New Alexei Sayle Show (BBC) 
  - Divers: Noel's House Party (BBC) 
  - Premi UNDA: Citykids - The Mural (Jim Henson)

1995
- Rose d'Or: Don't Forget Your Toothbrush (Ginger for C4)
- Rose d'Argent: 
  - Música: Peter Gabriel's Secret World (PMI) 
  - Humor: Smashie and Nicey - End of an Era (Tiger Aspect Productions) 
  - Divers: Don't Forget your Toothbrush (Ginger for C4)
- Rose de Bronze: 
  - Música: Piano Seven (SSR/TSR) 
  - Humor: Joking Apart (Pola Jones) 
  - Divers: Il laureato (RAI)

1996
- Rose d'Or: Itzhak Perlman - In the Fiddler's House (CPB)
- Rose d'Argent: 
  - Música: Scoala vedetelor (RO/TVR) 
  - Humor: Blown Sideways Through Life (CPB) 
  - Divers: Shooting stars (BBC)
- Rose de Bronze: 
  - Música: Bodas de gloria (Canal+) 
  - Humor: 3rd Rock from the Sun (The Fremantle) 
  - Divers: TV Nation (Dog Eat Dog Films) 
  - Premi UNDA: Ted Hawkins: Amazing Grace (MCA) 
  - Premi de la Premsa: The Street (BNT

1997
- Rose d'Or: Cold feet (Granada TV)
- Rose d'Argent: 
  - Sitcom: The Larry Sanders Show (HBO) 
  - Humor: Cold feet (Granada TV) 
  - Música: The Tony Ferrino Phenomenon (Pozzitive) 
  - Variety: La parodia nacional (Gestmusic Zeppelin) 
  - Game show: Wanted (Hewland)
- Rose de Bronze: 
  - Sitcom: The Newsroom (CBC) 
  - Humor: The Joyboys Story (MTV3) 
  - Música: Jael (TSR) 
  - Varietat: Friday Night Armistice (BBC 2) 
  - Game show: Talking Telephone Numbers (Celador) 
  - Menció especial: Liberg Zaps himself (Neurovision TROS) 
  - Premi de la premsa: The Waiting Room (Regina Ziegler) 
  - Premi UNDA: Nikola (RTL) 
  - Menció especial de la premsa: Brass Eye (THAMES)

1998
- Rose d'Or: Yo-Yo Ma Inspired by Bach (Rhombus)
- Rose d'Argent: 
  - Sitcom: Operation Good Guys: Frisk 'Em (BBC 2) 
  - Humor: Harry Enfield & Chums (Tiger Aspect Productions) 
  - Música: The Canadian Brass: A Christmas.. (Rhombus) 
  - Varietat: Crónicas marcianas[3] (Gestmusic Zeppelin) 
  - Game show: Happy Familiy Plan (TBS) 
  - Arts & Specials: Béjart: Ballet for Life (Queen Prod)
- Rose de Bronze: 
  - Sitcom: Father Ted - Are You Right There? (Channel 4) 
  - Humor: The Chamber Quintet (Matar) 
  - Música: Gael Force (RTE) 
  - Varietats: David Blaine: Street Magic (David Blaine Prod) 
  - Game show: Ice Warriors (LWT) 
  - Arts & Specials: Fame and Fortune: Ozzy Osbourne (Channel 5) 
  - Premi UNDA: Yo-Yo Ma Inspired by Bach (Rhombus) 
  - Menció especial: Il Segreto di Pulcinella (RTSI)

1999
- Rose d'Or: The League of Gentlemen (BBC 2)
- Rose d'Argent: 
  - Sitcom: Father Ted (Channel 4) 
  - Humor: Fiktiv (Prime Production) 
  - Música: Nobody does it better (NVC Arts) 
  - Varietat: Whatever you wand (Hat Trick) 
  - Game show: Who wants to be a Millionaire? (Celador)
- Rose de Bronze: 
  - Sitcom: 3rd Rock from the Sun (Carsey-Werner Prod) 
  - Humor: Big train (Thames) 
  - Música: Abbey Lincoln is (Local Films) 
  - Varietats: Diva and The Maestro (The Multimedia Group) 
  - Game show: Bring me the Head of Light Entertainment (Channel 5) 
  - Arts & Specials: A Hymn for Alvin Ailey (Thirteen-WNET) 
  - Premi de la premsa: Dinnerladies (Pozzitive TV & Good Fun)
- Mencions especials:
  - Humor: Ventil (SF-DRS) 
  - Humor: Spank (Omer Productions) 
  - Sitcom: Kiss Me Kate (BBC 1) 
  - Sitcom: In Exile (Assembly Film & TV)

2000-2003
2000
- Rose d'Or: The Mole' (VRT
- Rose d'Argent:
  - Sitcom: All Stars (Vara) 
  - Humor: People like us (BBC) 
  - Música: Joseph and the Amazing Technicolor (Universal Pictures) 
  - Varietats: Francamente... me ne infischio (RAI) 
  - Game Show:¡The Big Class Reunion (Wegelius Television)
- Rose de Bronze:
  - Sitcom: Will & Grace (NBC Enterprises) 
  - Humor: Trigger Happy TV (Channel 4) 
  - Música: Robbie Williams, Live at Slane Castle (Done & Dusted) 
  - Varietats: The Awful Truth with Michael Moore (Dog Eat Dog) 
  - Game Show: Friends like These (BBC) 
  - Arts & Specials: EGG the art show #101 (Thirteen/WNET)
- Premi de la premsa: All Stars (Vara)
- Premi UNDA: Rhe Rest (Langteaux/ADD/TLN)
- Menció UNDA: Le Armonie dell' Estasi (Raisat Show)
- Mencions especials:
  - Humor: O.J. - A Helping Hand (NRK) 
  - Humor: Chewin' the Fat (The Comedy Unit) 
  - Sitcom: The Vicar of Dibley (Tiger Aspect Productions) 
  - Varietats: Ali G (Channel 4) 
  - Varietats: Caiga Quien Caiga (Cuatro Cabezas) 
  - Varietats: Take 2 Finale (Fun Channel) 
  - Música: Pomp (RTV Slovenia) 
  - Arts & Specials: New Kabuki: A high-Tech Spectacula (NHK) 
  - Arts & Specials: Gimme some Truth: John Lennon (Picture Musique) 
  - Arts & Specials: Le Armonie dell' Estasi (Raisat Show)

2001
- Rose d'Or: Lenny Henry in Pieces (Tiger Aspect Productions)
- Rose d'Argent:
  - Sitcom: Coupling (Hartswood Films) 
  - Comèdia: Mircomania (Brainpool) 
  - Música: Don Giovanni Unmasked (Rhombus Int.) 
  - Varietats: Popstars (LWT) 
  - Game Show: The Weakest Link (BBC 2)
- Rose de Bronze:
  - Sitcom: Black Books (Channel 4)) 
  - Comèdia: Ali G (Channel 4) 
  - Música: Baden Powell - Velho Amigo (G2 Films) 
  - Varietat: The Best of TV Total (Raab TV) 
  - Game Show: The Vault (Keshet Broadcasting) 
  - Arts & Specials: The Joel Files (DoRo Productions)
- Premi de la premsa: Freddy Mercury - The Untold Story (DoRo Productions)
- Premi UNDA: The Thing About Vince (Carton TV)
- e-Rose: Taxi orange (ORF)
- Menció especial: De Hunt (Redforest TV)

2002
- Rose d'Or: Pop Idol (talkbackTHAMES)
- Rose d'Argent
  - Sitcom: Los Dos (Channel 4) 
  - Comèdia: HippHipp (SVT) 
  - Música: One Night with Robbie Williams (BBC) 
  - Varietats: Perfect Match (RDF Media) 
  - Game Show: Oblivious (Tiger Aspect Productions)
- Rose de Bronze
  - Sitcom: Madam & Eve (Penguin Films) 
  - Comèdia: The Kumars at No. 42 (BBC) 
  - Música: Walk on by: The Story of Popular Song (BBC) 
  - Varietats: So Graham Norton (Channel 4) 
  - Game Show: Make my Day (Channel 4) 
  - Arts & Specials: Korreltjie niks is my dood (VPRO)
- Premi de la premsa: 2 DTV (DTV Ltd)
- e-Rose: Joya Rennt (FaroTV)
- Mencions especials:
  - Sitcom: Finanzamt Mitte (Entertainment Factory) 
  - Música: Per Yves Montand (RAI) 
  - Arts & Specials: We, the Sparrows - About the Scarecrows (BNT)

2003
- Rose d'Or: Faking It (Channel 4)
- Rose d'Argent: 
  - Sitcom: The Office (BBC) 
  - Comèdia: The All New Harry Hill Show (Avalon) 
  - Música: Susheela Raman et Cheb Mami (ARTE France) 
  - Varietats: Derren Brown - Mind Control (Channel 4) 
  - Game Show: Your Face or Mine (THAMES for E4) 
  - Reality Show: Men are Better than Women at...? (12 Yard)
- Rose de Bronze:
  - Sitcom: Puppets who Kill (PWK) 
  - Comèdia: Smack the Pony (Channel 4 & Talkback) 
  - Música: Party at the Palace (BBC) 
  - Varietats: Pluk de Dag (Tros TV) 
  - Game Show: International King of Sports (Channel 5) 
  - Reality Show: Home on their own (LWT) 
  - Arts & Specials: Tina in Mexico (Rhombus)
- Premi de la premsa: Faking It (Channel 4)
- Mencions especials:
  - Comèdia: The Richard Taylor Interviews (Channel 4) 
  - Comèdia: Shoreditch TW*T (talkbackTHAMES for Channel 4) 
  - Comèdia: Alt & Durchgeknallt (Brainpool) 
  - Arts & Specials: Rolf on Art (BBC)

### 2004
| Categoria           | Guanyador                                                                   | Emissora                 | Estat                    |
| ------------------- | --------------------------------------------------------------------------- | ------------------------ | ------------------------ |
| Arts & Specials     | Amelia                                                                      | Rhombus                  | Canadà                   |
| Comèdia             | Creature Comforts                                                           | Aardman Animations / ITV | Regne Unit               |
| Game Show           | My New Best Friend                                                          | Tiger Aspect             | Regne Unit               |
| Música              | One Bullet Left                                                             | SF DRS                   | Suïssa                   |
| Reality Show        | Wife Swap                                                                   | Channel 4                | Regne Unit               |
| Sitcom              | Peep Show                                                                   | Channel 4                | Regne Unit               |
| Soap                | Saint Tropez (Sous le soleil)                                               | Marathon                 | França                   |
| Varietats           | Ant and Dec's Saturday Night Takeaway                                       | Granada Television       | Regne Unit               |
| Premi de la premsa  | Little Britain                                                              | BBC                      | Regne Unit               |
| Format Paper        | From Rust to Riches                                                         | Team Gryttjom            | Suècia                   |
| Premi Pilot         | Fur TV                                                                      | BBC                      | Regne Unit               |
| Premi Charity       | Peter Ustinov                                                               |                          | Regne Unit               |
| Rose honorària      | John de Mol                                                                 |                          | Festival de la Rosa d'or |
| Millors actuacions: |                                                                             |                          |                          |
| Comèdia             | F: Anke Engelke a Ladykracher                                               | Brainpool / Sat.1        | Alemanya                 |
|                     | M: Harry Hill in Harry Hill's TV Burp                                       | Avalon                   | Regne Unit               |
| Sitcom              | F: Felicitas Woll a Berlin, Berlin                                          | Studio Hamburg           | Alemanya                 |
|                     | M: Martin Freeman a Hardware                                                | Talkback Thames          | Regne Unit               |
| Soap                | F: Bénédicte Delmas a Sous le soleil                                        | Marathon                 | França                   |
|                     | M: Shane Richie a EastEnders                                                | BBC                      | Regne Unit               |
| Game show           | Anthony McPartlin i Declan Donnelly a Ant and Dec's Saturday Night Takeaway | Granada Television       | Regne Unit               |

### 2005
| Categoria           | Guanyador                                        | Cadena                        | Estat        |
| ------------------- | ------------------------------------------------ | ----------------------------- | ------------ |
| Arts & Specials     | The Cost Of Living                               | DV8 Films                     | Regne Unit   |
| Comèdia             | Little Britain                                   | BBC                           | Regne Unit   |
| Game Show           | Test the Nation                                  | Talent TV / BBC               | Regne Unit   |
| Música              | Flashmob – The Opera                             | BBC                           | Regne Unit   |
| Reality Show        | Supernanny                                       | Channel 4                     | Regne Unit   |
| Sitcom              | Nighty Night                                     | BBC                           | Regne Unit   |
| Soap                | Verbotene Liebe                                  | ARD                           | Alemanya     |
| Varietats           | Strictly Come Dancing                            | BBC                           | Regne Unit   |
| Premi de la premsa  | Schillerstraße                                   | Hurricane Fernseh Productions | Alemanya     |
| Format en paper     | Daycare Dilemma                                  | SBS                           | Suècia       |
| Premi Pilot         | Dinner Dating                                    | First Entertainment           | Alemanya     |
| Premi Caritat       | Bob Geldof                                       |                               | Irlanda      |
| Rosa honorària      | Herbert Kloiber                                  |                               | Alemanya     |
| Millors actuacions: |                                                  |                               |              |
| Comèdia             | F: Pippa Haywood a Green Wing                    | Channel 4                     | Regne Unit   |
|                     | M: David Walliams i Matt Lucas a Little Britain  | BBC                           | Regne Unit   |
| Sitcom              | M: Peter Kay a Max & Paddy's Road to Nowhere     | Channel 4                     | Regne Unit   |
|                     | F: Zoë Wanamaker a My Family                     | BBC                           | Regne Unit   |
| Soap                | F: Lesley-Anne Down a The Bold and the Beautiful | CBS                           | Estats Units |
|                     | M: Pat Nolan a Fair City                         | RTÉ                           | Irlanda      |
| Game show           | Thomas Gottschalk a Wetten, dass..?              |                               | Alemanya     |

### 2006
| Categoria           | Guanyador                                   | Cadena    | Estat         |
| ------------------- | ------------------------------------------- | --------- | ------------- |
| Arts & Specials     | Girl in a Mirror                            | ABC TV    | Austràlia     |
| Comèdia             | Look Around You                             | BBC       | Regne Unit    |
| Game Show           | Deal or No Deal                             | Channel 4 | Regne Unit    |
| Música              | Gospel in Paradiso                          |           | Països Baixos |
| Reality Show        | The Apprentice                              | BBC       | Regne Unit    |
| Sitcom              | Extras                                      | BBC       | Regne Unit    |
| Soap                | Verliebt in Berlin                          | Sat.1     | Alemanya      |
| Varietats           | Friday Night Project: Billie Piper          | Channel 4 | Regne Unit    |
| Premi de la premsa  | Pastewka                                    | Sat.1     | Alemanya      |
| Format Paper        |                                             |           |               |
| Premi Pilot         | Alex FM                                     |           | Alemanya      |
| Premi Caritat       | Fuji Television                             |           | Japó          |
| Rosa Honorària      | Ricky Gervais                               |           | Regne Unit    |
| Millors actuacions: |                                             |           |               |
| Comèdia             | F: Jo Joyner aSwinging                      | Five      | Regne Unit    |
|                     | M: Chris Lilley a The Nominees              | ABC       | Austràlia     |
| Sitcom              | M: Bastian Pastewka a Pastewka              | Sat.1     | Alemanya      |
|                     | F: Ashley Jensen a Extras                   | BBC       | Regne Unit    |
| Soap                | F: Alexandra Neldel a Verliebt in Berlin    | Sat.1     | Alemanya      |
|                     | M: Jack Wagner a The Bold and the Beautiful |           | Estats Units  |
| Game show           | Stephen Fry a Quite Interesting             | BBC       | Regne Unit    |

### 2007
| Categoria                             | Guanyador                      | Cadena                | Estat         |
| ------------------------------------- | ------------------------------ | --------------------- | ------------- |
| Arts Documentary                      | Young@Heart                    | Channel 4             | Regne Unit    |
| Comèdia                               | The Vicar of Dibley            | BBC                   | Regne Unit    |
| Arts Escèniques                       | Peter and the Wolf             | Channel 4             | Regne Unit    |
| Arts Escèniques: Menció Especial      | Car men                        | NPS                   | Països Baixos |
| Reality                               | Secret Millionaire             | Channel 4             | Regne Unit    |
| Reality: Menció Especial              | My Last Words                  | Palm Plus Productions | Països Baixos |
| Show                                  | Piramida                       | Castor Multimedia     | Croàcia       |
| Sitcom                                | Not Going Out                  | BBC                   | Regne Unit    |
| Soap                                  | Con Passionate                 | S4C                   | Regne Unit    |
| Soap: Menció Especial                 | Home Affairs                   | SABC                  | Sud-àfrica    |
| Premi Especial Millor de 2007         | Young@Heart                    | Channel 4             | Regne Unit    |
| Premi Especial Òpera                  | Man on the Moon                | Channel 4             | Regne Unit    |
| Premi Especial Òpera: Menció Especial | Mozart 22 - Le Nozze di Figaro | Unitel GmbH & Co KG   | Alemanya      |

### 2008
| Categoria              | Guanyador                                    | Cadena              | Estat         |
| ---------------------- | -------------------------------------------- | ------------------- | ------------- |
| Documental artístic    | Strictly Bolshoi                             | Channel 4           | Regne Unit    |
| Comèdia                | Kombat Opera Presents                        | BBC Two             | Regne Unit    |
| Drama                  | Skins                                        | E4                  | Regne Unit    |
| Drama: Menció Especial | The Street II                                | BBC                 | Regne Unit    |
| Entreteniment          | Hider in the House                           | BBC Two             | Regne Unit    |
| Game Show              | Power of 10                                  | CBS                 | Estats Units  |
| Arts Escèniques        | Mozart’s Magic Flute - Onstage and Backstage | Schweizer Fernsehen | Suïssa        |
| Reality                | The Phone                                    | AVRO                | Països Baixos |
| Sitcom                 | The IT Crowd                                 | Channel 4           | Regne Unit    |
| Millor animador        | Peter Serafinowicz                           | BBC Two             | Regne Unit    |
| Millor de 2008         | Kombat Opera Presents                        | BBC Two             | Regne Unit    |

### 2009
| Categoria                        | Guanyador                          | Cadena         | Estat        |
| -------------------------------- | ---------------------------------- | -------------- | ------------ |
| Documental artístic              | The Curse of the Mona Lisa         | Channel 4      | Regne Unit   |
| Comèdia                          | Rick Mercer Report                 | CBC            | Canadà       |
| Drama                            | Windfall & Misfortunes             |                | Canadà       |
| Entreteniment                    | El hormiguero                      | Cuatro         | Espanya      |
| Game Show                        | Relentless                         | ITV            | Regne Unit   |
| Arts Escèniques                  | The Eternity Man                   | ABC Television | Austràlia    |
| Arts Escèniques: Menció Especial | La Traviata at Zurich Main Station |                | Suïssa       |
| Reality                          | I Survived a Japanese Game Show    | ABC            | Estats Units |
| Sitcom                           | My Family                          | BBC One        | Regne Unit   |
| Millor de 2009                   | I Survived a Japanese Game Show    | ABC            | Estats Units |

### 2010
| Categoria                             | Guanyador                    | Cadena | Estat             |
| ------------------------------------- | ---------------------------- | ------ | ----------------- |
| Documental artístic & Arts Escèniques | The Neighbour                | NRK    | Noruega           |
| Comèdia                               | Benidorm Bastards            | VMMa   | Bèlgica           |
| Sitcom                                | The Inbetweeners             | E4     | Regne Unit        |
| Drama & Mini Sèries                   | Hopeville                    |        | Sud-àfrica        |
| Soap i Telenovel·la                   | Date Blind                   |        | Argentina/ Suïssa |
| Infants i Joventut                    | Krimi.de - Web Attack        |        | Alemanya          |
| Varietats i xou en directe            | La Bohème at the Tower Block |        | Suïssa            |
| Game Show                             | Bingo Banko                  |        | Dinamarca         |
| Reality i Factual Entertainment       | Blood, Sweat and Takeaways   | BBC    | Regne Unit        |
| Multi-Platforma                       | Águila Roja                  | RTVE   | Espanya           |
| Premi Social                          | Desert Tears                 |        | Alemanya          |
| Millor de 2010                        | Benidorm Bastards            | VMMa   | Bèlgica           |

### 2012
| Categoria                             | Guanyador                             | Cadena    | Estat         |
| ------------------------------------- | ------------------------------------- | --------- | ------------- |
| Documental artístic i Arts Escèniques | The Sound of Ole Bull                 | NRK       | Noruega       |
| Comedy                                | Black Mirror: The National Anthem     | Channel 4 | Regne Unit    |
| Sitcom                                | Friday Night Dinner                   | Channel 4 | Regne Unit    |
| Sèries                                | Pan Am                                | ABC       | Estats Units  |
| Telefilm                              | Homevideo                             | NDR       | Alemanya      |
| Nens                                  | Horrible Histories                    | BBC       | Regne Unit    |
| Jovent                                | Dream High                            | KBS       | Corea del Sud |
| En directe                            | Festival de la Cançó d'Eurovisió 2011 | ARD       | Alemanya      |
| Game Show                             | The Million Pound Drop Live           | Channel 4 | Regne Unit    |
| Factual Entertainment                 | Go Back To Where You Came From        | SBS       | Austràlia     |
| Estil de vida                         | The Great British Bake Off            | BBC       | Regne Unit    |
| Multi-Platforma                       | Plan B                                | Antena 3  | Espanya       |
| Millor de Rose 2012                   | Go Back To Where You Came From        | SBS       | Austràlia     |

### 2013
| Categoria                       | Guanyador                            | Cadena    | Estat        |
| ------------------------------- | ------------------------------------ | --------- | ------------ |
| Comèdia                         | What if?                             | VMMa      | Bèlgica      |
| Sitcom                          | Spy                                  | BSkyB     | Regne Unit   |
| Game Show                       | Oh Sit!                              | The CW    | Estats Units |
| Arts                            | Freddie Mercury: The Great Pretender | BBC       | Regne Unit   |
| Reality & Factual Entertainment | Make Bradford British                | Channel 4 | Regne Unit   |
| Animació                        | Gruen Sweat                          | ABC       | Austràlia    |

### 2014
| Categoria                       | Guanyador         | Cadena                    | Estat      |
| ------------------------------- | ----------------- | ------------------------- | ---------- |
| ComÈDIA                         | Little Mom        | Dori Media Group          | Israel     |
| Sitcom                          | Toast of London   | Channel 4                 | Regne Unit |
| Game Show                       | Pointless         | BBC                       | Regne Unit |
| Arts                            | Pierre et le Loup | Camera Lucida Productions | França     |
| Reality & Factual Entertainment | Gogglebox         | Channel 4                 | Regne Unit |
| Animació                        | Circus HalliGalli | ProSiebenSat.1 Media      | Alemanya   |

### 2015
| Categoria                       | Guanyador                    | Cadena    | Estat      |
| ------------------------------- | ---------------------------- | --------- | ---------- |
| Comèdia                         | Psychobitches                | Sky Arts  | Regne Unit |
| Sitcom                          | Catastrophe                  | Channel 4 | Regne Unit |
| Game Show                       | Wild Things                  | Sky One   | Regne Unit |
| Arts                            | Our Gay Wedding: The Musical | Channel 4 | Regne Unit |
| Reality & Factual Entertainment | Street Jungle                | Canal D   | Canadà     |
| Animació                        | The Graham Norton Show       | BBC       | Regne Unit |

### 2016
| Categoria                       | Guanyador                             | Cadena    | Estat      |
| ------------------------------- | ------------------------------------- | --------- | ---------- |
| Comèdia                         | Inside No. 9                          | BBC Two   | Regne Unit |
| Sitcom                          | Raised by Wolves                      | Channel 4 | Regne Unit |
| Game Show                       | Pick Me!                              | ITV       | Regne Unit |
| Reality & Factual Entertainment | The Real Marigold Hotel               | BBC Two   | Regne Unit |
| Animació                        | Festival de la Cançó d'Eurovisió 2016 | SVT       | Suècia     |
| Drama                           | River                                 | BBC One   | Regne Unit |

### 2017
| Categoria                       | Guanyador          | Cadena     | Estat      |
| ------------------------------- | ------------------ | ---------- | ---------- |
| Comèdia                         | Fleabag            | BBC Three  | Regne Unit |
| Sitcom                          | Henry IX           | Gold       | Regne Unit |
| Game Show                       | Bigheads           | ITV        | Regne Unit |
| Reality & Factual Entertainment | You Can't Ask That | ABC iview  | Austràlia  |
| Animació                        | Stasera casa Mika  | Rai 2      | Itàlia     |
| Drama                           | Nobel              | NRK        | Noruega    |
| Infants i joventut              | Anti Bully Club    | Skyhigh TV | Noruega    |
| Arts                            | Balletboyz         | BBC Two    | Regne Unit |
| Telefilm                        | The Verdict        | ARD        | Alemanya   |
| Animador de l'any               | James Corden       |            | Regne Unit |
| Premi a la carrera              | Angela Lansbury    | }          | Regne Unit |